# Libertades Públicas A.G.
Asociación Libertades Públicas. es una organización chilena, fundada el 29 de abril de 1997, como una iniciativa de un grupo de abogados interesados, originalmente, en defender la libertad de expresión frente a la prohibición judicial de la exhibición del film "La última tentación de Cristo".
No obstante, desde sus inicios, la misión de la asociación ha consistido en la promoción, defensa y respeto de los derechos fundamentales de las personas -no sólo la defensa de la libertad de expresión-. En cumplimiento de este objetivo, la asociación Libertades Públicas expande sus propósitos pasando de ser una Asociación Gremial a conformarse como una Asociación multidisciplinaria.  
Actualmente, mantiene una línea de acción dirigida a la intervención en procesos judiciales nacionales e internacionales, en el debate público nacional y en general participa en toda clase de actividades que vayan sentando las bases para una sociedad respetuosa y proactiva de los derechos fundamentales y las libertades civiles. 
Entre los casos más emblemáticos en los que Libertades Públicas ha intervenido, se encuentra la denuncia y condena contra el Estado de Chile en el sistema interamericano, por la censura de la película "La última tentación de Cristo" y el reciente fallo a favor de la jueza Karen Atala e Hijas.
El ámbito nacional, la asociación ha participado de diversas causas sobre tutela de derechos fundamentales y ha presentado en tres oportunidades informes para intervenir como Amicus Curiae ante el Tribunal Constitucional y Corte Suprema chilenos.

## Historia
El 29 de abril de 1997 Libertades Públicas se funda a consecuencia de la resolución  judicial que prohibió la exhibición del film “La última tentación de Cristo”, de Martin Scorsese. La impugnación de dicha censura  fue llevada ante la Comisión y Corte Interamericana de Derechos Humanos, convirtiéndose en un emblema de la lucha por la libertad de expresión en Chile y cuyo logro obtenido significó el fin a la censura cinematográfica, hasta ese entonces consagrada constitucionalmente.
Entre sus socios fundadores se encuentran destacados abogados y profesores de derecho como Antonio Bascuñán Rodríguez, Jorge Bofill Genzsch, Julián López Masle, Macarena Sáez Torres, Lucas Sierra Iribarren y otros. 

## Actualidad
Producto de la modificación de sus estatutos en el año 2004, la asociación permitió el ingreso de personas de otras profesiones que, sin ser abogados, ejerzan la defensa y promoción de derechos de los individuos desde su profesión o actividad. Esto ha significado que hoy Libertades Públicas esté conformada por estudiantes y profesionales de diversas áreas que comparten los principios y misión de la asociación.
Así mismo, las áreas de trabajo e investigación en las que la asociación Libertades Públicas ha tomado interés, continúan desarrollándose a otras materias que guardan relación con el libre ejercicio y respeto de derechos fundamentales y garantías consagradas en la Constitución. La asociación, a través de sus comisiones de trabajo, en la actualidad centra su labor en: acceso a la justicia, voto en el extranjero, unión civil de parejas del mismo sexo, libre acceso a las cumbres, inmigrantes y no discriminación.
Paralelamente sus intervenciones judiciales a nivel nacional, en el último tiempo, han dicho relación con temas de gran interés y discusión, como fue  la prohibición de entrega de la llamada “Píldora del día después”;  el requerimiento de inconstitucionalidad del artículo 102 del Código Civil que señala al matrimonio como un contrato que, exclusivamente, puede ser celebrado entre un hombre y una mujer, y cuyo fallo indicó la necesidad de legislar sobre el matrimonio homosexual; el requerimiento de inconstitucionalidad del artículo 2331 del Código Civil que limita la indemnización, en casos de delitos de injuria y calumnia, sólo a los daños patrimoniales que puedan haberse causado, en el que se reafirmó la postura planteada sobre proteger la libertad de expresión, manteniendo el adecuado equilibrio con el derecho a la honra de las personas; y la redacción final del informe acerca de la procedencia de la figura del Amicus Curiae en la legislación chilena.
Junto al centro de Derechos Humanos de la Universidad Diego Portales y la Corporación Humanas, Libertades Públicas representó a la jueza chilena Karen Atala en el proceso contra el Estado de Chile ante la Corte Interamericana de Derechos Humanos, en el que el pasado mes de marzo de 2012 se publicó el fallo que condenó por primera vez a un Estado por haber discriminado con motivo de orientación sexual durante un proceso de cuidado personal de hijos.
Adicionalmente, desde el año 2007 Libertades Públicas participa activamente a través de sus asociados en el Colegio de Abogados de Chile. Cuatro de sus miembros son miembros del Consejo General del Colegio de Abogados y doce asociados integran hoy la lista de jueces del Tribunal de Ética de la misma institución.

## Directorio
Los actuales miembros del Directorio de Libertades Públicas son:
- Katherine González
- Eugenio Merino
- Ignacio Ananais
- Paula González
- Rodrigo Romero

Fueron elegidos en octubre de 2020 y ejercerán su cargo hasta octubre de 2023.